# Дембе-Кольонія
Дембе-Кольонія (пол. Dębe-Kolonia) — село в Польщі, у гміні Опатувек Каліського повіту Великопольського воєводства.
Населення — 150 осіб (2011).
У 1975-1998 роках село належало до Каліського воєводства.

## Демографія
Демографічна структура станом на 31 березня 2011 року:
|          | Загалом | Допрацездатний вік | Працездатний вік | Постпрацездатний вік |
| -------- | ------- | ------------------ | ---------------- | -------------------- |
| Чоловіки | 79      | 20                 | 52               | 7                    |
| Жінки    | 71      | 9                  | 44               | 18                   |
| Разом    | 150     | 29                 | 96               | 25                   |